# زلنیک
زلنیک (به صربی: Zelenik) یک منطقهٔ مسکونی در صربستان است که در کوچوو واقع شده‌است. زلنیک ۲۵۱ نفر جمعیت دارد.